# Liste der Flughäfen und Flugplätze in Laos
Die Liste der Flughäfen und  Flugplätze in Laos enthält die internationalen und regionalen Flughäfen bzw. Flugplätze der Demokratischen Volksrepublik Laos. Des Weiteren werden auch die Militärflugplätze angegeben.

## Verkehrsflugplätze
Zu den Flughäfen werden jeweils die Kenndaten IATA-Code, ICAO-Code, Verwendung sowie der Ort und die Provinz angegeben. 
Für die Orte Attapeu, Salavan und Thakhek sowie Don Khong (Khong Island) (grau/kursiv) existieren zwar Flughafencodes, weshalb sie in der Liste geführt werden, es gibt jedoch dort keine nutzbaren Flugplätze (mehr).
| Name des Flughafens          | IATA-Code | ICAO-Code | Klassifizierung                   | Ort                                    | Provinz               |
| ---------------------------- | --------- | --------- | --------------------------------- | -------------------------------------- | --------------------- |
| Flughafen Vientiane (Wattay) | VTE       | VLVT      | internationaler Verkehrsflughafen | Vientiane                              | Präfektur Vientiane   |
| Flughafen Luang Prabang      | LPQ       | VLLB      | internationaler Verkehrsflughafen | Luang Prabang                          | Provinz Luang Prabang |
| Flughafen Pakse              | PKZ       | VLPS      | internationaler Verkehrsflughafen | Pakse                                  | Provinz Champasak     |
| Flughafen Savannakhet        | ZVK       | VLSK      | internationaler Verkehrsflughafen | Savannakhet                            | Provinz Savannakhet   |
| Flughafen Bokeo              | BOR       | VLBK      | internationaler Verkehrsflughafen | Sonderwirtschaftszone Goldenes Dreieck | Provinz Bokeo         |
| Flughafen Attapeu            | AOU       | VLAP      | -                                 | Attapeu                                | Provinz Attapeu       |
| Flughafen Huay Xay           | OUI       | VLHS      | Inlandsflughafen                  | Huay Xay                               | Provinz Bokeo         |
| Flughafen Don Khong          | KOG       | VLKG      | -                                 | Don Khong                              | Provinz Champasak     |
| Flughafen Luang Namtha       | LXG       | VLLN      | Inlandsflughafen                  | Luang Namtha                           | Provinz Luang Namtha  |
| Flughafen Oudomxay           | ODY       | VLOS      | Inlandsflughafen                  | Muang Xay                              | Provinz Oudomxay      |
| Flughafen Phongsali          | PCQ       | VLFL      | Inlandsflughafen                  | Boun Neua                              | Provinz Phongsali     |
| Flughafen Salavan            | VNA       | VLSV      | -                                 | Salavan                                | Provinz Salavan       |
| Flughafen Sam Neua           | NEU       | VLSN      | Inlandsflughafen                  | Sam Neua                               | Provinz Houaphan      |
| Flughafen Sainyabuli         | ZBY       | VLSB      | Inlandsflughafen                  | Muang Sayaburi                         | Provinz Sainyabuli    |
| Flughafen Thakhek            | THK       | VLTK      | -                                 | Thakhek                                | Provinz Khammuan      |
| Flughafen Xieng Khouang      | XKH       | VLXK      | Inlandsflughafen                  | Phonsavan                              | Provinz Xieng Khouang |

## Militärflugplätze
Die meisten zivilen Verkehrsflughäfen werden auch vom laotischen Militär mitgenutzt. Daneben gibt es einige Stützpunkte, die den laotischen Luftstreitkräften vorbehalten sind: 
- Militärflugplatz Muang Phonsavan (nahe dem zivilen Flughafen Xieng Khouang; mit sowjetisch-vietnamesischer Hilfe gebaut)
- Militärflugplatz Seno (Xeno) (IATA: SND; ehemals französischer Flugplatz bei Savannakhet, mit sowjetisch-vietnamesischer Hilfe neu errichtet)
- Militärflugplatz Long Tieng (von den Vereinigten Staaten erbauter geheimer Stützpunkt im Zweiten Indochinakrieg, vom laotischen Militär übernommen)